# The Numbers Station
The Numbers Station (El código secreto en Hispanoamérica, y Código de defensa en España) es una película de crimen dirigida en 2013 por Kasper Barfoed y coproducida por los estudios Matador Pictures, International Pictures One y Furst Films.

## Sinopsis
A un agente especial estadounidense caído en desgracia (John Cusack) se le encarga la rutinaria misión de proteger a una joven civil (Malin Åkerman), cifradora de códigos de defensa, en una estación emisora secreta en Gran Bretaña. Después de sufrir un ataque a la entrada, protegida y protector se refugian en la estación, donde empieza para ellos una auténtica lucha por la supervivencia.

## Reparto
- John Cusack como Emerson Kent.
- Malin Åkerman como Katherine.
- Liam Cunningham como Grey.
- Lucy Griffiths como Meredith.
- Bryan Dick como David.
- Richard Brake como Max.
- Joey Ansah como Derne.
- Finbar Lynch como Michaels.
- Hannah Murray como Rachel Davis.

## Producción
De acuerdo con el periódico The Telegraph, el actor Warren Clarke fue uno de los inversionistas en esta película, y es posible que haya perdido dinero después de invertir en él, lo que lo llevó a estar casi sin un centavo cuando murió.